# Scandalul cărnii de cal în Europa, 2013
Scandalul cărnii de cal în Europa din anul 2013 a fost declanșat de dezvăluiri privitoare la identificarea de carne de cal nedeclarată în mâncăruri din carne de bovine gata-pregătite, congelate sau necongelate, comercializate de mari lanțuri de magazine în mai multe țări din Europa. Este vorba de conținut de carne de cal în proporție de până la 100%, nedeclarat în vreun fel pe etichetele sau în reclamele produselor de carne de bovine expuse spre vânzare. În cursul cercetărilor ulterioare au fost identificate în respectivele produse și medicamente ca fenilbutazon, folosit și ca mijloc de dopare a cailor în discipline hipice sportive. 

## Istorie
La 15 ianuarie s-a făcut public în Marea Britanie, identificarea de carne de cal în produse declarate ca fiind de bovine. Era vorba de lasagne congelate, produs al firmei franceze Comigel. Aceasta a declarat că a prelucrat pentru producerea de lasagne carne de bovine fals etichetată de altă companie franceză, Spanghero, în realitate carnea respectivă fiind de cal. Ulterior, în urma scandalului public provocat nu numai în Franța, au fost retrase de către anumite firme producătoare și/sau mari companii de comercializare, de pe piața de vânzare din Europa de Vest și Centrală mai multe sortimente de mâncăruri gata-pregătite.

### Olanda
Un comerciant olandez de carne a livrat între 2011-2013 carne de vită fals etichetată la peste 500 de firme din toată Europa, livrări ce aveau în conținut și carne de cal. Pe 10 aprilie 2013 autoritățile olandeze au făcut cunoscut că firma de import-export cu ridicata Willy Selten a vândut în cei 2 ani  50.0000 tone de carne fals declarată. Numai în Germania sunt 124 de firme de comerț, de prelucrare a cărnii și măcelării care au cumpărat carne de la furnizorul din Olanda între 2011-2013.     